# اپنووهردن
اپنووهردن (به آلمانی: Epenwöhrden) یک شهر در آلمان است که در دیمارشن واقع شده‌است. اپنووهردن ۸۰۸ نفر جمعیت دارد.